# Talbot Tagora
De Talbot Tagora is een hogere middenklasse auto, ontwikkeld door Chrysler Europe en geproduceerd door PSA Peugeot Citroën. De Tagora werd op de markt gebracht onder de merknaam Talbot nadat PSA de Europese activiteiten van Chrysler in 1979 overnam. Het eerste model werd in 1980 voorgesteld en was vanaf 1981 te koop. De Tagora voldeed niet aan de verkoopverwachtingen en PSA staakte de productie al na twee jaar en iets meer dan 20.000 Tagora's.

## Geschiedenis
Het Amerikaanse Chrysler was sinds 1967 in Engeland vertegenwoordigd als onderdeel van de Rootes Group, in andere Europese landen droegen de auto’s vanaf 1971 de naam Simca. In 1977 werd in het designcentrum in het Engelse Whitley (Coventry) begonnen aan het project C9 waaruit een hogere middenklasse sedan moest ontstaan. De ontwerper was Roy Axe. Het technische deel werd overgelaten aan het in het Franse Poissy gevestigde Simca.
Toen Chrysler Europe in 1979 werd overgenomen door PSA en de auto’s de merknaam Talbot kregen, was project C9 zo goed als afgerond. Om kosten te besparen monteerde PSA echter wel diverse onderdelen uit eigen magazijn. De voor- en achteras kwamen van respectievelijk de Peugeot 604 en 505 en de versnellingsbak werd ook gebruikt in de 504. Met de Talbot Tagora wilde PSA een concurrent op de markt brengen die het kon opnemen tegen auto’s als de Volvo 200-serie, Renault 20/30, Ford Granada, Audi 100 of Rover SD1.
In oktober 1980 maakte het publiek voor het eerst kennis met de Talbot Tagora op de Mondial de l'Automobile, waarna de pers in het voorjaar van 1981 in Marokko de eerste kilometers kon maken. PSA positioneerde de 4,63 meter lange Tagora tussen de Citroën CX en Peugeot 604, de productiedoelstelling was 60.000 auto’s per jaar.
Het leveringsprogramma van de Tagora bestond uit de GL- en GLS-uitvoering met een 2,2-liter viercilinder benzinemotor die zijn 115 pk via een vier- of vijfversnellingsbak overbracht op de achterwielen. Enige tijd na de introductie kwam ook de automatische versnellingsbak uit de Peugeot 504 beschikbaar. Het vlaggenschip was de Tagora SX met onder de motorkap een 2,7-liter V6 PRV-motor. Met 165 pk waren een topsnelheid van 194 km/u en een acceleratie van 0 naar 100 km/u in 9 seconden mogelijk. Destijds was dit de sterkste Franse auto die in serieproductie werd gebouwd. De Tagora SX was echter niet als automaat leverbaar en er zijn slechts 1.083 exemplaren gebouwd. Voor de veelrijders was een turbodiesel-uitvoering met 80 pk leverbaar, deze 2,3-liter motor werd tevens gebruikt in de Peugeot 604.
Voor hooggeplaatste functionarissen werd in de herfst van 1981 de Tagora Presidence voorgesteld met onder andere leren bekleding, een autotelefoon, een televisie met videorecorder en een dicteerapparaat. Deze uitvoering is nooit in productie gegaan en een bestelling van 5.000 taxi’s voor Parijs is eveneens afgeblazen, net als een stationwagen waarvan carrosseriebouwer Heuliez een prototype bouwde. Speciaal voor de Britse politie ontwikkelde PSA een dienstauto op basis van de Tagora SX. Hiervan zouden 100 stuks geleverd worden maar de teller bleef steken bij slechts drie.
Na 20.133 auto’s besloot PSA in juni 1983 de Tagora uit productie te nemen. Omdat de Tagora was gelanceerd onder het merk Talbot, dat nog geen gevestigde naam was op de automarkt, was het model onmiddellijk in het nadeel komen te staan in een markt voor exclusieve auto's die werd gedomineerd door gevestigde aanbiedingen. Alle modellen van Talbot hadden in 1980 een lage inruilwaarde. Het resultaat was een commerciële flop. Andere oorzaken waren een onduidelijk imago en vertraagde productie door stakingen in Poissy.  
- Productieaantallen:[3]

Totaal 20.133 exemplaren
1980: 502 ex
1981: 15.687 ex
1982: 2624 ex
1983: 1320 ex

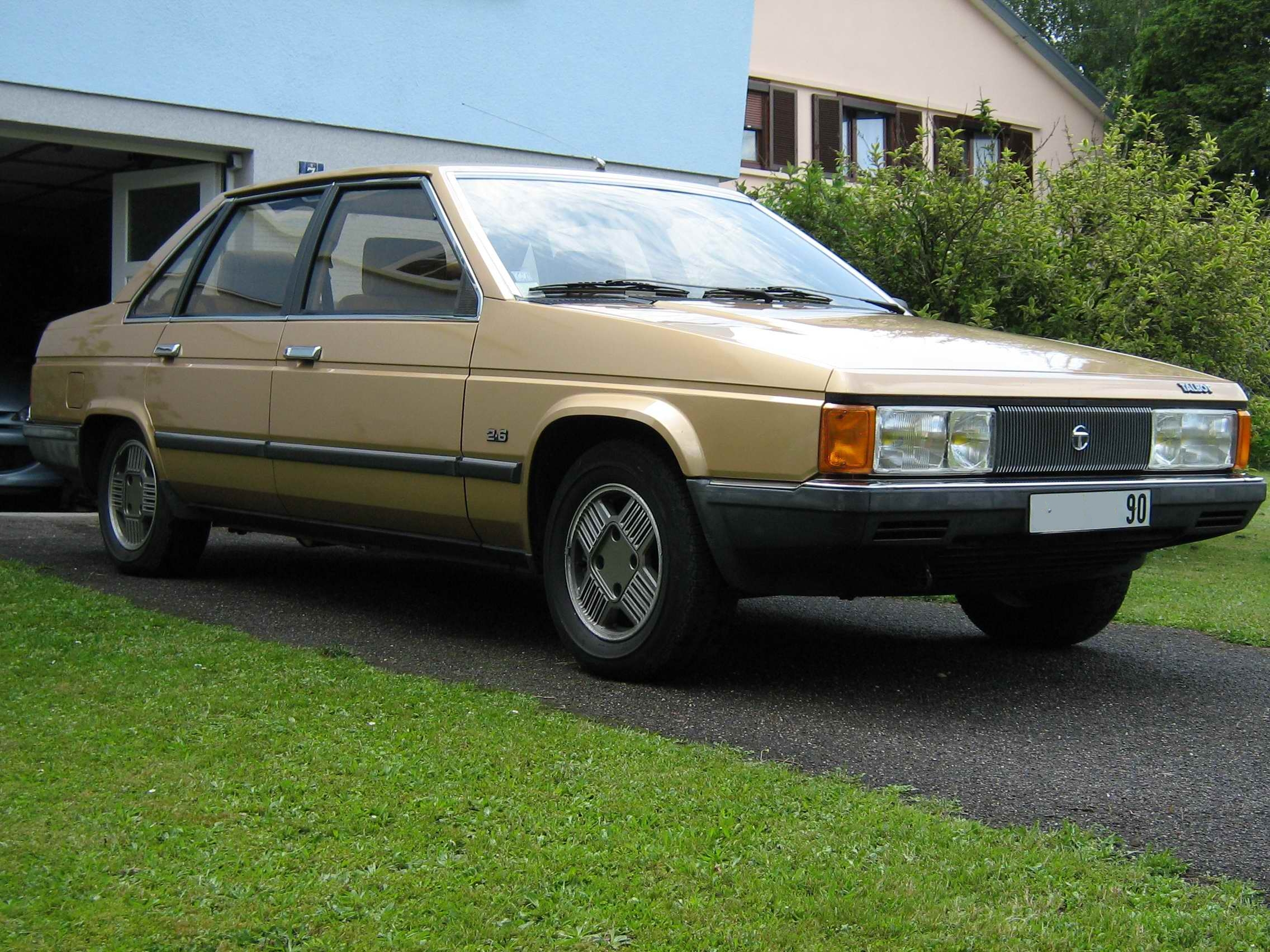
Tagora SX
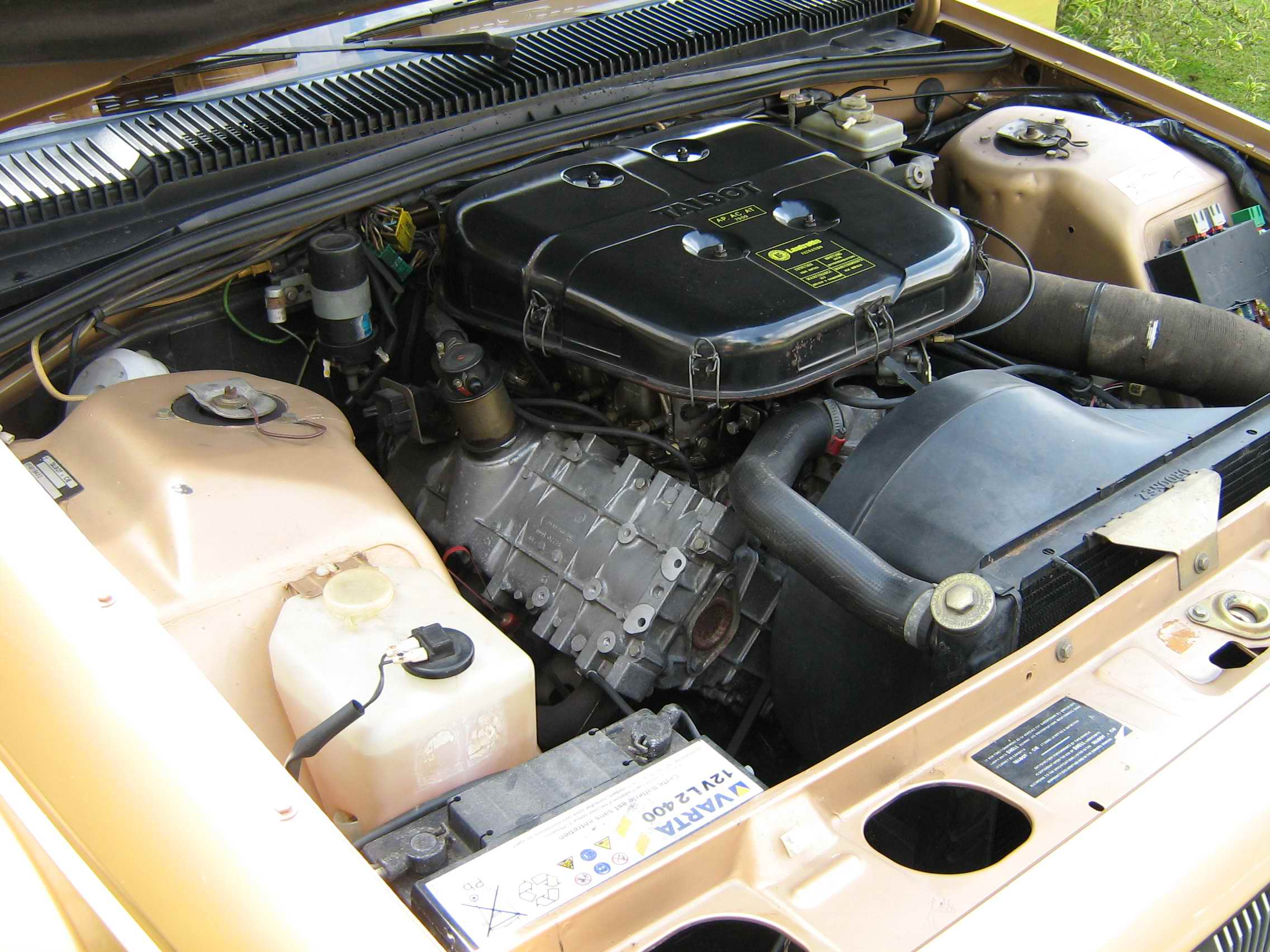
Tagora SX V6 PRV-motor
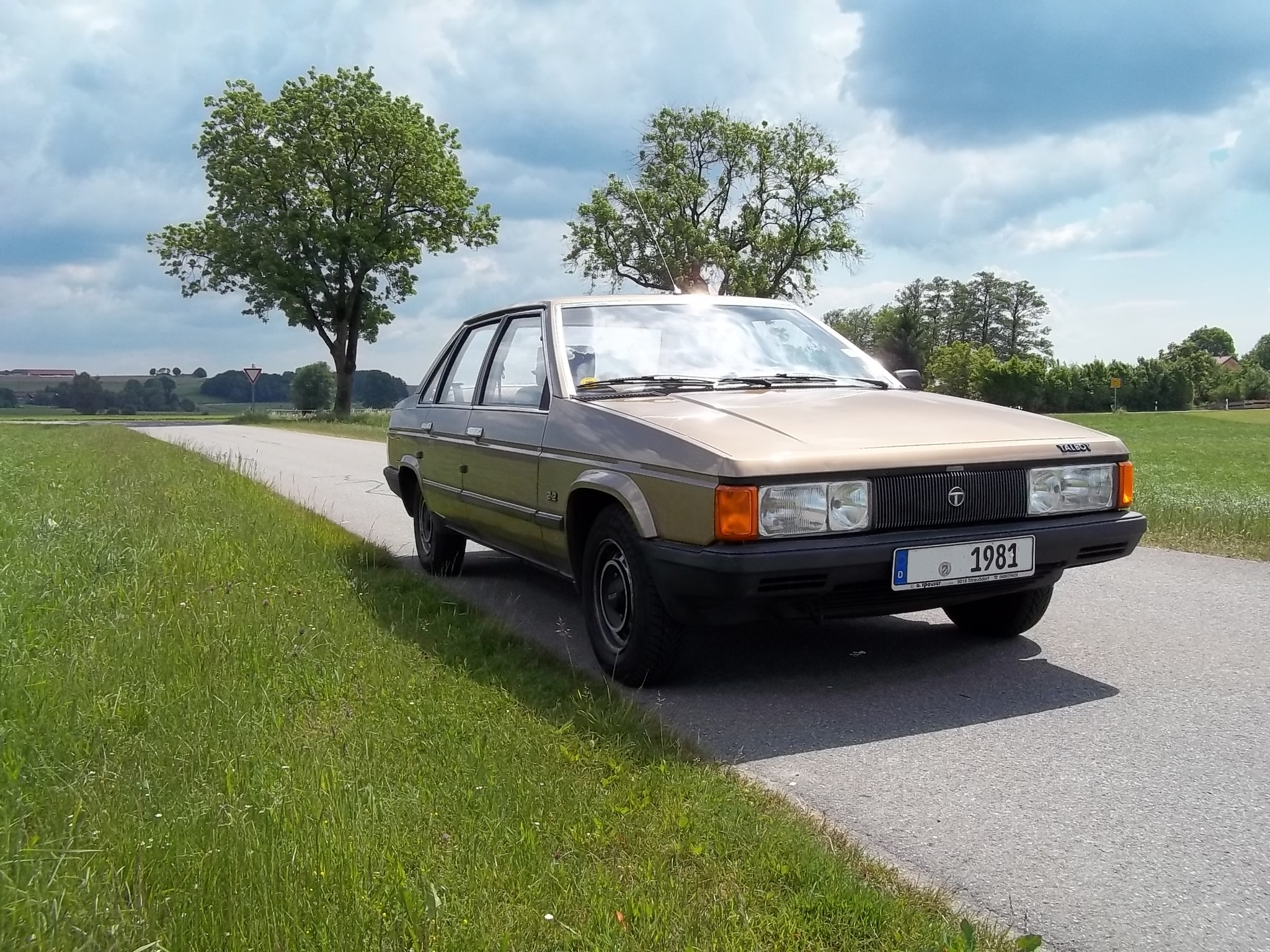
Tagora GLS
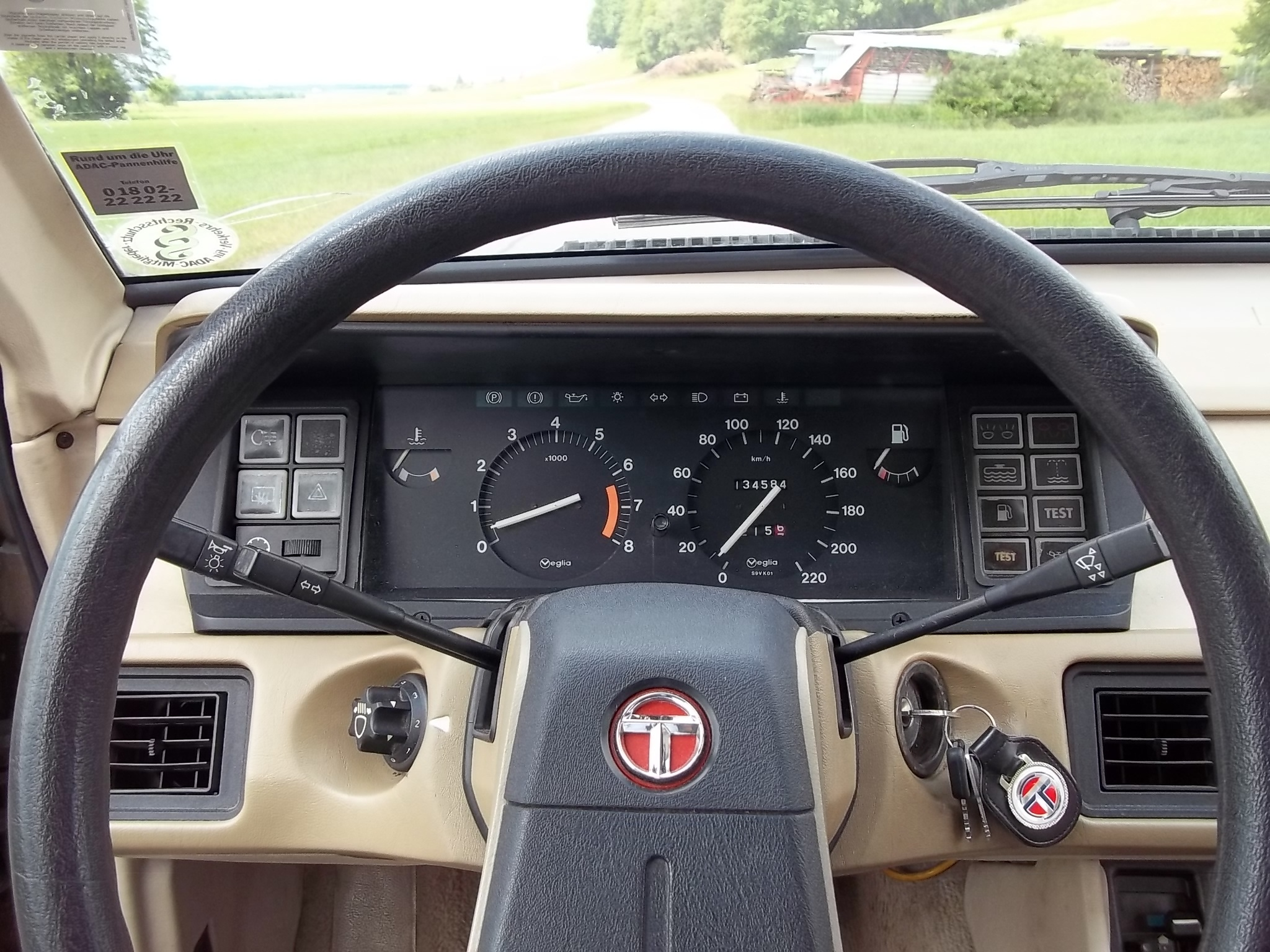
Dashboard Tagora GLS
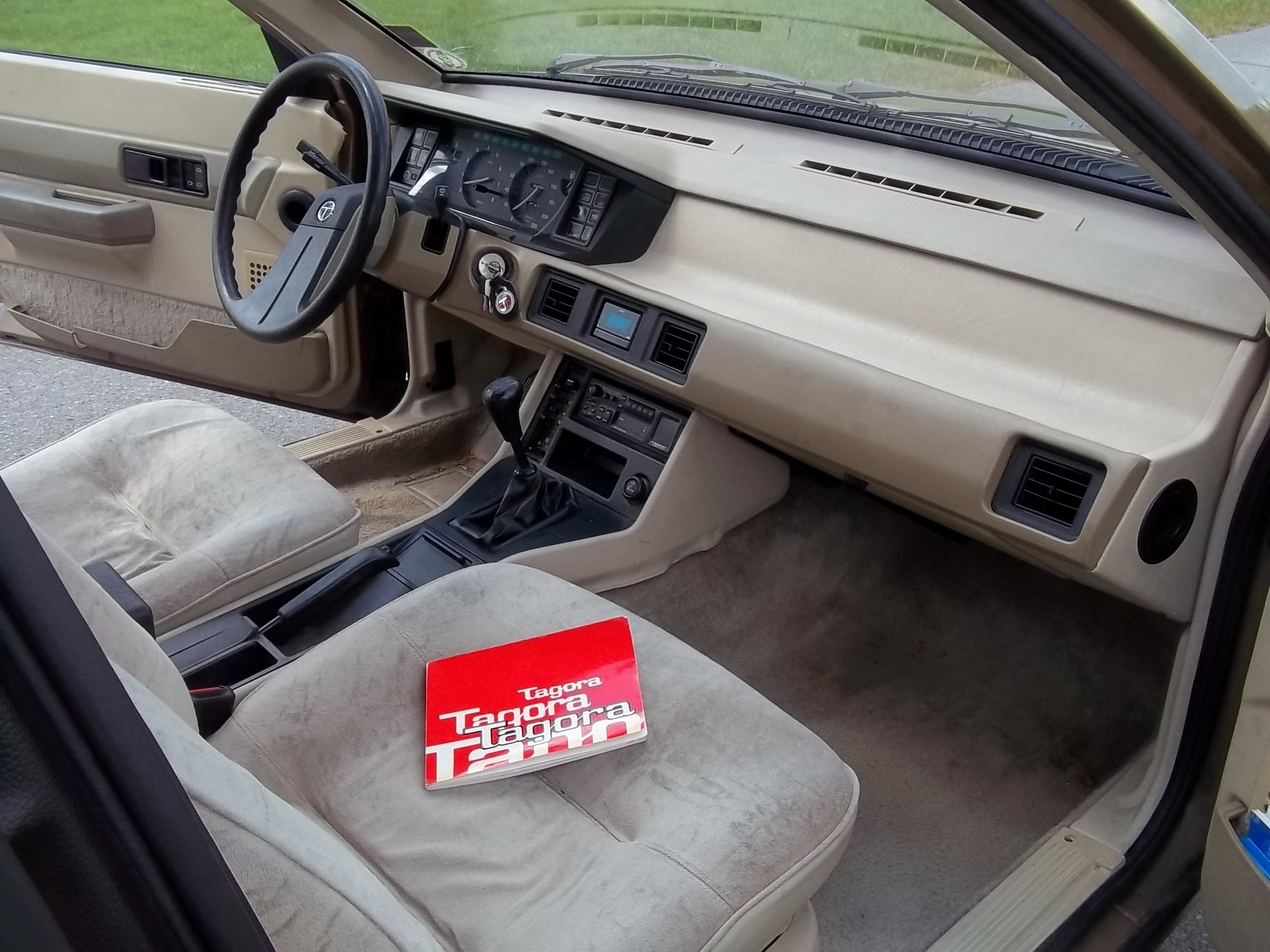
Interieur Tagora GLS